# 谢杭生
谢杭生（1955年1月—），浙江杭州人。杭州大学本科毕业，中国社会科学院研究生院毕业。

## 生平
1985年从中国社会科学院研究生院毕业后进入中国人民银行。历任中国人民银行金融研究所干部、研究室副主任、《金融研究》编辑部主任、研究室主任。1992年，任中国人民银行杭州分行副行长。1994年，任中国人民银行金融研究所副所长、所长。1998年，任中国人民银行培训中心主任。
2000年，进入外交部，任驻大不列颠及北爱尔兰联合王国大使馆公使。2003年1月，接替陶苗发任中华人民共和国驻保加利亚大使。2005年，接替甄建国任中华人民共和国驻丹麦大使。2011年，任中华人民共和国外交部副部长。2016年9月，任中央纪委驻外交部纪检组组长。2019年5月卸任。
2021年2月19日，国务委员、公安部部长赵克志在河内会见越南国防部部长吴春历，共同签署了双方关于建立边境管理和口岸边防检查三级执法合作机制的协议。中国驻越南大使熊波，国务院副秘书长孟扬，公安部副部长、国家移民管理局局长许甘露，外交部大使谢杭生参加会见。

## 荣誉
外国勋章奖章
- 一级老山勋章（保加利亚，2005年8月12日于索菲亚总统府颁发[5]）